# Kolturshamar
Kolturshamar är ett berg i Färöarna (Kungariket Danmark).   Det ligger i sýslan Streymoyar sýsla, i den centrala delen av landet, 12 km väster om huvudstaden Tórshavn. Toppen på Kolturshamar är 456 meter över havet. Kolturshamar ligger på ön Koltur.
Terrängen runt Kolturshamar är lite kuperad.  Närmaste större samhälle är Tórshavn, 11,9 km öster om Kolturshamar. 